# Sauromastax tectifera
Sauromastax tectifera är en insektsart som beskrevs av Marius Descamps 1964. Sauromastax tectifera ingår i släktet Sauromastax och familjen Euschmidtiidae. Inga underarter finns listade i Catalogue of Life.